# 羅騰蛟
羅騰蛟（？—1646年6月16日（隆武二年五月五日）），字雲化，河間府獻縣人，明朝、南明軍事人物。

## 生平
最初羅騰蛟是鄭芝龍的部將，擔任都督僉事副總兵，鎮守瓜州；他和李成棟友好，後來跟隨吳志葵軍隊征討。隆武二年五月五日（1646年），周瑞眾人飲酒時，清兵突然攻入，他不敵戰敗。很快他和陳存、總兵張廷選、副參遊劉炳、張文、周子敬、職方員外郎俞于回被擒，拒絕李成棟勸酒招降；清兵打算割掉他的舌頭，李成棟明人帶來馬匹嚼斷其舌，因此血肉橫流，罵不絕口而死，陳存等人也遭殺害。

## 引用
1. 1 2  錢海岳《南明史·卷四十六·列傳第二十二》：隆武二年五月五日，（周瑞）泛蒲飲酒。清兵奄至，羅騰蛟戰敗，執死。……騰蛟，字雲化，獻縣人。鄭芝龍將，官都督僉事副總兵，鎮瓜州。與李成棟善，後從志葵軍。
2. ↑  錢海岳《南明史·卷四十六·列傳第二十二》：及敗，與陳存及總兵張廷選、副參遊劉炳張文周子敬、職方員外郎俞于回被執。成棟與之酒勸降，大罵，左右欲去其舌，成棟命馬嚼緘口，血橫流，仍罵不絕口死。存等皆死。